# Imaobong Nse Uko
Imaobong Nse Uko (Ibeno, 20 febbraio 2004) è una velocista nigeriana.

## Biografia
Dopo essere stata campionessa nazionale nigeriana under 18 nei 400 metri piani nel 2019, nel 2021 ha preso parte ai Giochi olimpici di Tokyo, dove ha corso nella squadra nigeriana della staffetta 4×400 metri mista, classificatasi settima in batteria di qualificazione con il tempo di 3'13"60, nuovo record nazionale e africano, ma non sufficiente per accedere alla finale.
Pochi giorni dopo ha partecipato ai campionati del mondo under 20 di Nairobi, dove ha conquistato la medaglia d'oro nei 400 metri piani e nella staffetta 4×400 metri, sia femminile che mista.

## Record nazionali
- Staffetta 4×400 metri mista: 3'13"60  ( Tokyo, 30 luglio 2021)

## Progressione

### 400 metri piani
| Stagione | Misura | Luogo   | Data       | Rank. Mond. |
| -------- | ------ | ------- | ---------- | ----------- |
| 2021     | 51"55  | Nairobi | 21-8-2021  |             |
| 2019     | 54"42  | Lagos   | 16-6-2019  |             |
| 2018     | 52"36  | Abuja   | 13-12-2018 |             |

## Palmarès
| Anno | Manifestazione  | Sede     | Evento        | Risultato | Prestazione | Note                                             |
| ---- | --------------- | -------- | ------------- | --------- | ----------- | ------------------------------------------------ |
| 2021 | Giochi olimpici | Tokyo    | 4×400 m mista | Batteria  | 3'13"60     | Record africano                                  |
| 2021 | Mondiali U20    | Nairobi  | 400 m piani   | Oro       | 51"55       | Miglior prestazione personale                    |
| 2021 | Mondiali U20    | Nairobi  | 4×400 m       | Oro       | 3'31"46     | Miglior prestazione mondiale stagionale under 20 |
| 2021 | Mondiali U20    | Nairobi  | 4×400 m mista | Oro       | 3'19"70     | Record dei campionati                            |
| 2022 | Mondiali        | Eugene   | 400 m piani   | Batteria  | 52"80       |                                                  |
| 2022 | Mondiali        | Eugene   | 4×400 m mista | 6º        | 3'16"21     |                                                  |
| 2023 | Mondiali        | Budapest | 400 m piani   | Batteria  | 52"24       |                                                  |
| 2023 | Mondiali        | Budapest | 4×400 m       | Batteria  | dq          |                                                  |
| 2023 | Mondiali        | Budapest | 4×400 m mista | Batteria  | 3'14"38     |                                                  |

## Campionati nazionali
2019
- Oro ai campionati nigeriani under 18, 400 m - 54"46